# Marigny (Jura)
Pour les articles homonymes, voir Marigny.
Marigny est une commune française située dans le département du Jura, dans la région culturelle et historique de Franche-Comté et la région administrative Bourgogne-Franche-Comté. 
Ses habitants se nomment les Gandouniers et Gandounières.

## Géographie

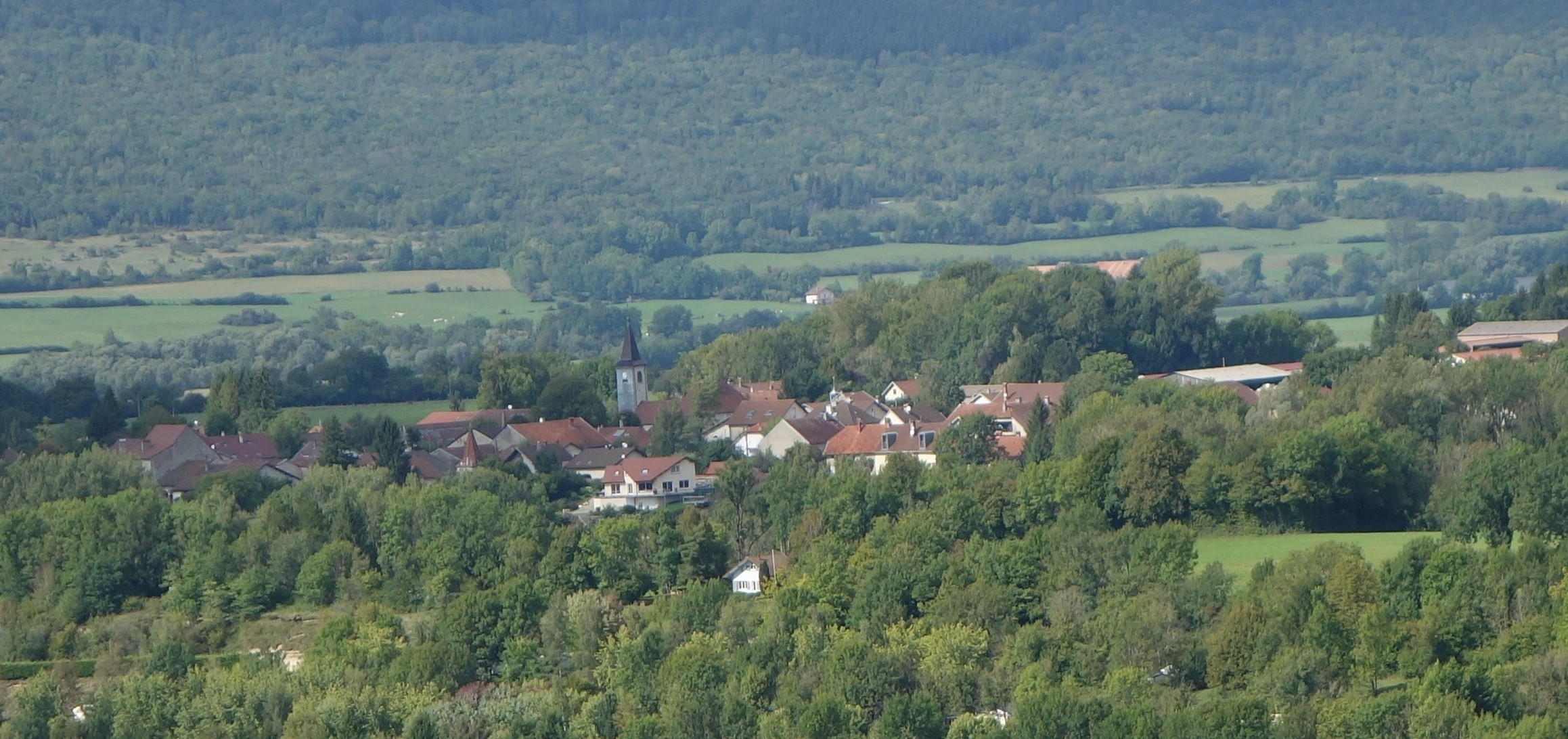
Le village de Marigny

Située directement au bord du lac de Chalain, le village se trouve sur une altitude entre 454 et 628 mètres, environ 18 km à l'est de la ville de Lons-le-Saunier (ligne aérienne).

### Cadre géologique
La commune de Marigny s'inscrit dans la grande région naturelle du Jura externe, où elle s'est installée en pied de versant du plateau de Champagnole séparé du plateau de Lons-le-Saunier par la côte de l'Heute dominant la combe d'Ain. Au débouché de la reculée de Chalain (ou reculée de Fontenu) qui entaille la corniche du plateau de Champagnole sur la bordure Est de cette combe, le village s'est implanté sur une haute terrasse de graviers correspondant à un delta (cône glaciolacustre) de bord de lac glaciaire qui bordait la combe. Au niveau de Villard, une butte morainique plurikilométrique en forme de croissant ferme la reculée à l'Ouest.

Carte géologique simplifiée des unités structurales du massif du Jura.
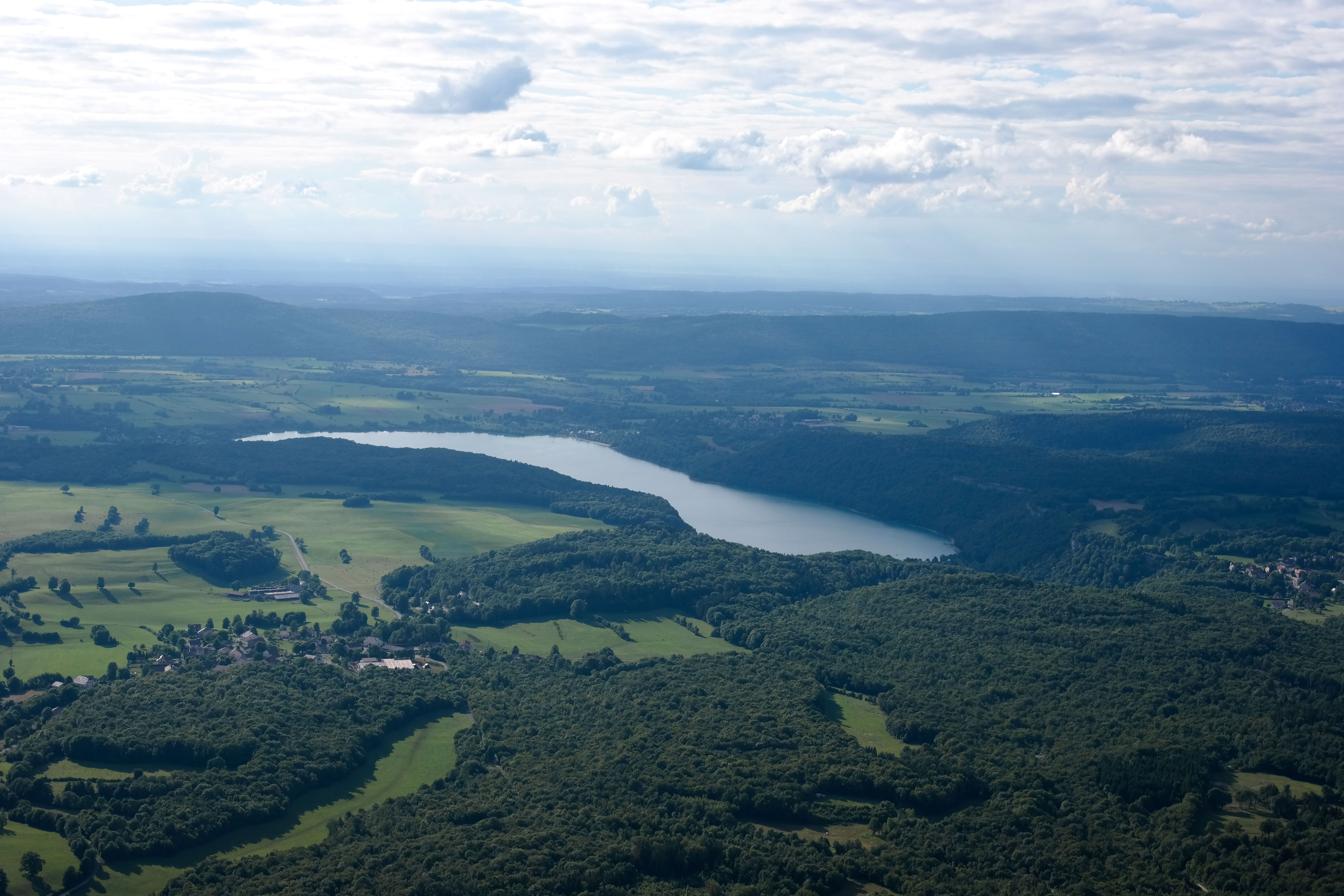
Le lac de Chalain occupe la reculée de Fontenu. À l'arrière plan se détache la côte de l'Heute boisée.

### Climat
Pour des articles plus généraux, voir Climat de la Bourgogne-Franche-Comté et Climat du département du Jura.
En 2010, le climat de la commune est de type climat de montagne, selon une étude du Centre national de la recherche scientifique s'appuyant sur une série de données couvrant la période 1971-2000. En 2020, Météo-France publie une typologie des climats de la France métropolitaine dans laquelle la commune est exposée à un climat semi-continental et est dans la région climatique  Jura, caractérisée par une forte pluviométrie en toutes saisons (1 000 à 1 500 mm/an), des hivers rigoureux et un ensoleillement médiocre. 
Pour la période 1971-2000, la température annuelle moyenne est de 9,4 °C, avec une amplitude thermique annuelle de 16,9 °C. Le cumul annuel moyen de précipitations est de 1 575 mm, avec 13 jours de précipitations en janvier et 10 jours en juillet. Pour la période 1991-2020, la température moyenne annuelle observée sur la station météorologique de Météo-France la plus proche, « Cogna », sur la commune de Cogna à 11 km à vol d'oiseau, est de 10,8 °C et le cumul annuel moyen de précipitations est de 1 557,5 mm. 
La température maximale relevée sur cette station est de 39 °C, atteinte le 12 août 2003 ; la température minimale est de −18,5 °C, atteinte le 6 février 2012,,. 
Les paramètres climatiques de la commune ont été estimés pour le milieu du siècle (2041-2070) selon différents scénarios d'émission de gaz à effet de serre à partir des nouvelles projections climatiques de référence DRIAS-2020. Ils sont consultables sur un site dédié publié par Météo-France en novembre 2022.

## Urbanisme

### Typologie
Au 1er janvier 2024, Marigny est catégorisée commune rurale à habitat dispersé, selon la nouvelle grille communale de densité à sept niveaux définie par l'Insee en 2022.
Elle est située hors unité urbaine. Par ailleurs la commune fait partie de l'aire d'attraction de Lons-le-Saunier, dont elle est une commune de la couronne,. Cette aire, qui regroupe 139 communes, est catégorisée dans les aires de 50 000 à moins de 200 000 habitants,.

### Occupation des sols
L'occupation des sols de la commune, telle qu'elle ressort de la base de données européenne d’occupation biophysique des sols Corine Land Cover (CLC), est marquée par l'importance des territoires agricoles (67 % en 2018), une proportion sensiblement équivalente à celle de 1990 (67,2 %). La répartition détaillée en 2018 est la suivante : 
terres arables (39,6 %), forêts (28,2 %), zones agricoles hétérogènes (13,8 %), prairies (13,7 %), zones urbanisées (2,3 %), espaces verts artificialisés, non agricoles (1,8 %), zones humides intérieures (0,5 %). L'évolution de l’occupation des sols de la commune et de ses infrastructures peut être observée sur les différentes représentations cartographiques du territoire : la carte de Cassini (XVIIIe siècle), la carte d'état-major (1820-1866) et les cartes ou photos aériennes de l'IGN pour la période actuelle (1950 à aujourd'hui).

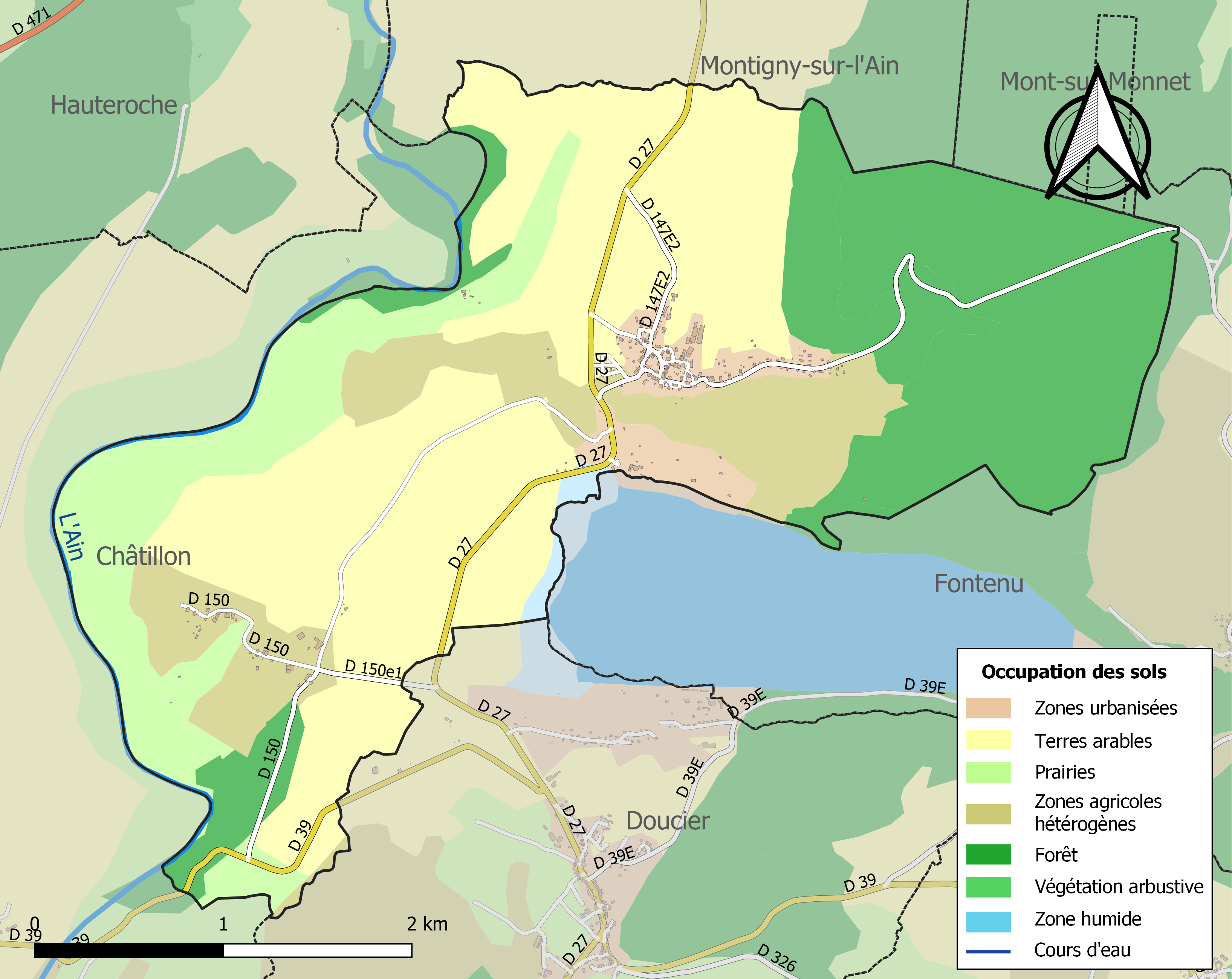
Carte des infrastructures et de l'occupation des sols de la commune en 2018 (CLC).

## Toponymie
Les mention les plus anciennes sont : Marriniacus, Marrignyacus, Marigna, Marigney, sur le lay ou lez [lac] de Marigny (c'est-à-dire le lac de Chalain), 1400.

## Histoire
En 1184, l'empereur Frédéric Barberousse confirme le prieuré et l'église de Marigny à l'abbaye de Saint-Oyend-de-Joux. Il était placé sous le vocable de saint Théodule.
Modification administrative : Villard-sur-l'Ain, commune rattachée à Marigny le 29 mai 1949

## Politique et administration
| Période    | Période   | Identité                | Étiquette | Qualité       |
| ---------- | --------- | ----------------------- | --------- | ------------- |
| avant 1988 | mars 2014 | Marie-Dominique Lambert |           |               |
| mars 2014  | En cours  | Louis-Pierre Mareschal  | EELV      | Fonctionnaire |

## Démographie
L'évolution du nombre d'habitants est connue à travers les recensements de la population effectués dans la commune depuis 1793. Pour les communes de moins de 10 000 habitants, une enquête de recensement portant sur toute la population est réalisée tous les cinq ans, les populations de référence des années intermédiaires étant quant à elles estimées par interpolation ou extrapolation. Pour la commune, le premier recensement exhaustif entrant dans le cadre du nouveau dispositif a été réalisé en 2007.

En 2022, la commune comptait 215 habitants, en évolution de +7,5 % par rapport à 2016 (Jura : −0,81 %, France hors Mayotte : +2,11 %).
| 1793 | 1800 | 1806 | 1821 | 1831 | 1836 | 1841 | 1846 | 1851 |
| ---- | ---- | ---- | ---- | ---- | ---- | ---- | ---- | ---- |
| 381  | 385  | 415  | 465  | 470  | 407  | 407  | 408  | 428  |

| 1856 | 1861 | 1866 | 1872 | 1876 | 1881 | 1886 | 1891 | 1896 |
| ---- | ---- | ---- | ---- | ---- | ---- | ---- | ---- | ---- |
| 395  | 391  | 368  | 352  | 325  | 320  | 308  | 298  | 302  |

| 1901 | 1906 | 1911 | 1921 | 1926 | 1931 | 1936 | 1946 | 1954 |
| ---- | ---- | ---- | ---- | ---- | ---- | ---- | ---- | ---- |
| 349  | 264  | 244  | 220  | 221  | 226  | 211  | 164  | 183  |

| 1962 | 1968 | 1975 | 1982 | 1990 | 1999 | 2006 | 2007 | 2012 |
| ---- | ---- | ---- | ---- | ---- | ---- | ---- | ---- | ---- |
| 162  | 149  | 125  | 126  | 153  | 174  | 179  | 180  | 186  |

| 2017 | 2022 | - | - | - | - | - | - | - |
| ---- | ---- | - | - | - | - | - | - | - |
| 207  | 215  | - | - | - | - | - | - | - |

## Lieux et monuments

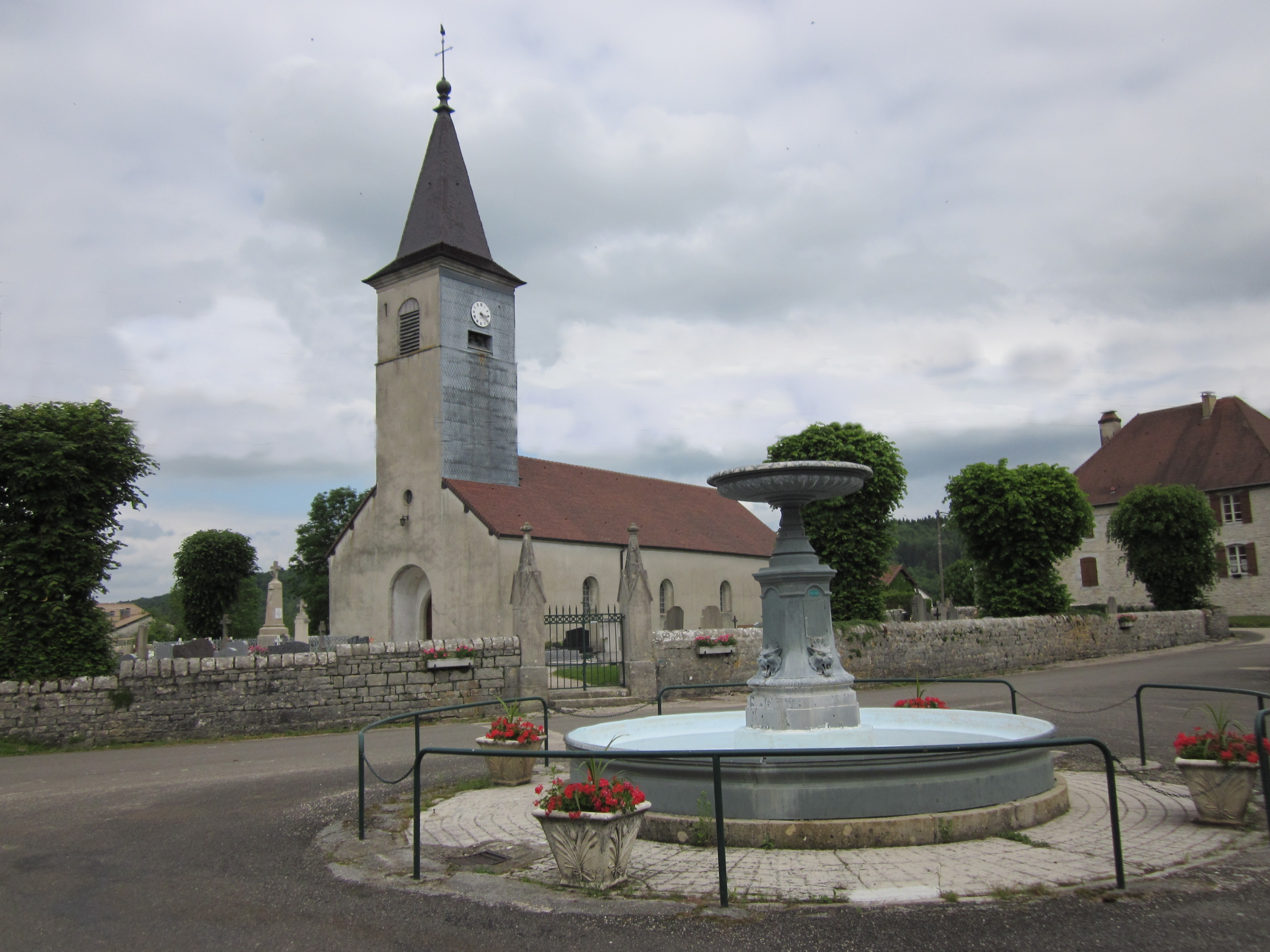
L'église de Marigny et la fontaine

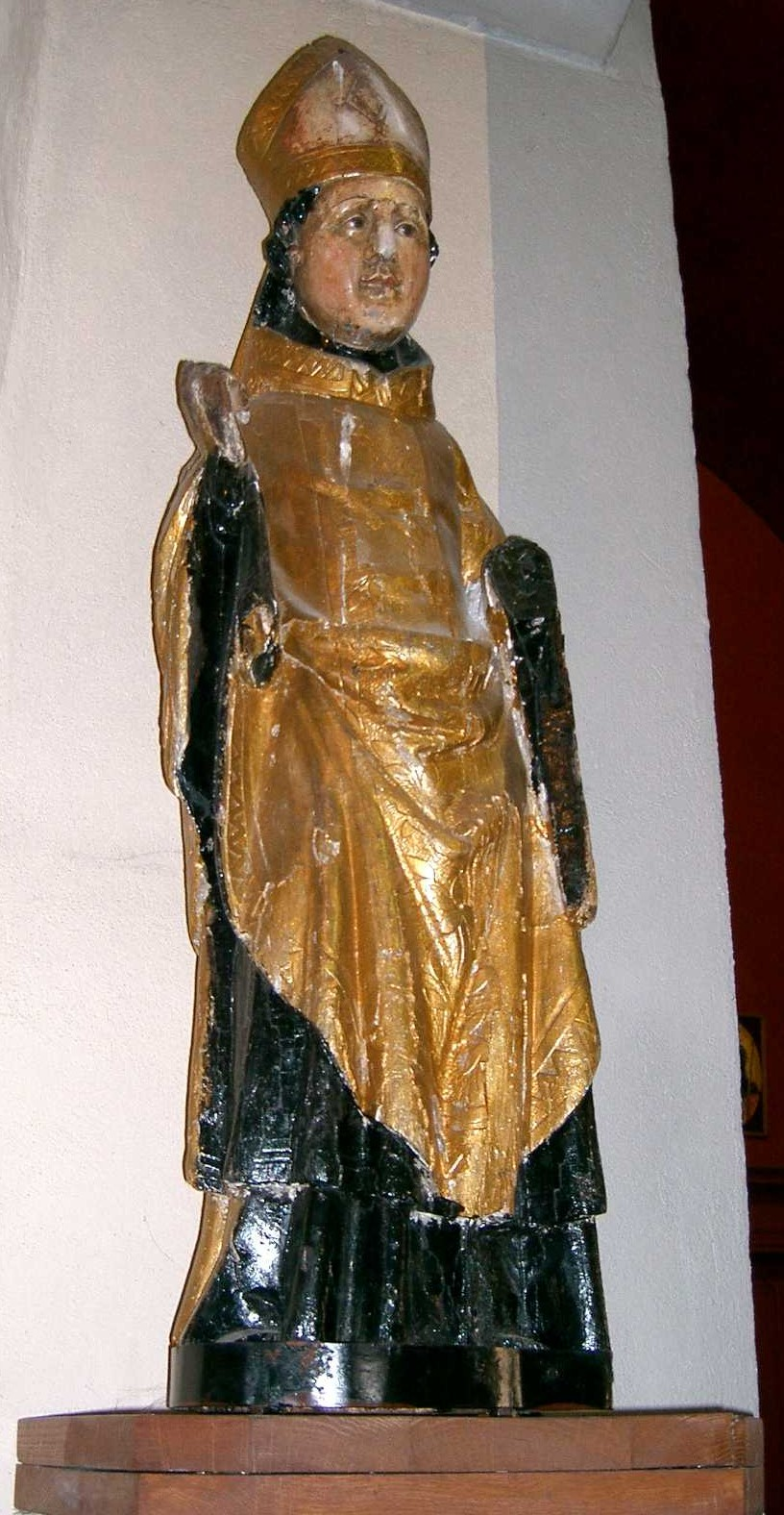
Statue en bois polychrome du XVe siècle représentant saint Théodule (Theodulus) - église de Marigny

- Nécropole tumulaire, qui fait l'objet d'une inscription au titre des Monuments historiques depuis le 4 août 1993[24]
- Église saint Théodule.